# Vazební věznice Teplice
Vazební věznice v Teplicích se nachází na ulici Daliborova stezka, v těsné blízkosti budovy Okresního soudu v Teplicích. Jsou v ní umístěni muži, ženy i mladiství, a to jak ve výkonu vazby, tak ve výkonu trestu odnětí svobody. Její kapacita je celkem 167 míst. V lednu 2020 získala věznice možnost ubytovávat vězně s vysokým stupněm zabezpečení.
Do roku 2021 byl ředitelem věznice plukovník Petr Blažek, který však na funkci v březnu 2021 rezignoval v souvislosti s účastí na narozeninové oslavě bývalého politika ČSSD Petra Bendy v době pandemie covidu-19.
V říjnu 2019 nastoupil do výkonu trestu v teplické věznici bývalý hejtman Středočeského kraje David Rath. V květnu 2024 nastoupil do věznice do výkonu trestu bývalý poslanec TOP 09 Dominik Feri.